# Гальганьяно
Гальганьяно (итал. Galgagnano) — коммуна в Италии, располагается в регионе Ломбардия, в провинции Лоди.
Население составляет 1200 человек (2008 г.), плотность населения составляет 135 чел./км². Занимает площадь 5 км². Почтовый индекс — 26832. Телефонный код — 0371.
Покровителем коммуны почитается святой Сисиний, празднование в четвёртое воскресение октября.

## Демография
Динамика населения:

## Администрация коммуны
- Официальный сайт: http://www.comune.galgagnano.lo.it/ Архивная копия от 24 июля 2008 на Wayback Machine